# Departament de Santa Ana
El departament de Santa Ana és un departament situat a la zona occidental del Salvador. La seva capçalera és la ciutat de Santa Ana que té aproximadament una població de 245.421 habitants. El Departament va ser creat en 1855 durant la presidència de José María San Martín.

## Història
Des del període preclàssic el departament de Santa Ana va ser habitat per grups maies. Llocs representatius d'aquesta cultura a l'àrea són els jaciments arqueològics (d'El Trapiche, Tazumal i Casa Blanca). Per al clàssic tardà, dues ètnies o pobles maies habitaven el departament de Santa Ana: els chortís, assentats al nord del riu Lempa; i els poqomams, situats en tota la zona occidental i al sud del cabal del riu Lempa, excepte les zones de Sonsonate. Chalchuapa va ser la ciutat maia més gran, poderosa i dominant en tota la zona occidental.
Entre 1200 i 1400, l'actual territori de Santa Ana va ser ocupat per pipils, com a part del Senyoriu de Cuzcatlán. Entre 1528 i 1540 la zona va ser conquistada i pacificada per conqueridors espanyols. Durant la colonització espanyola va pertànyer a l'Alcaldia Major de San Salvador i després a la Intendència de San Salvador, que al seu torn constava de dos partits o districtes: Santa Ana i Metapán.
Des de 1824 (any en què l'Alcaldia Major de Sonsonate i la Intendència de San Salvador es van unificar) va pertànyer al departament de Sonsonate. En 1855 va ser establert el departament de Santa Ana, que incloïa l'actual departament d'Ahuachapán, però en 1869 li van ser retirades de la seva demarcació diverses poblacions per crear el departament homònim.

## Governadors
| Llista de Governadors des del 1998 | Llista de Governadors des del 1998 | Llista de Governadors des del 1998 |
| Períodr                            | Nom del governador                 |                                    |
| ---------------------------------- | ---------------------------------- | ---------------------------------- |
| 1998 - 1999                        | Luis Germán Dueñas                 |                                    |
| 1999 - 2003                        | Juan Miguel Bolaños                |                                    |
| 2003 - 2006                        | Gerardo Escalón                    |                                    |
| 2006 - 2008                        | Alfredo Lemus                      |                                    |
| 2008 - 2009                        | Mario Roberto Paz                  |                                    |
| 2009 - 2011                        | Patricia Carolina Costa            |                                    |
| 2011 -                             | Mario Jovel                        |                                    |

## Municipis

Municipis de Santa Ana enumerats en la taula.

El Departament de Santa Ana está dividit en els següents 13 municipis:
| Municipi                  | Territori  | Població     |
| ------------------------- | ---------- | ------------ |
| Candelaria de la Frontera | 91,13 km²  | 33 550 hab.  |
| Chalchuapa                | 165,76 km² | 86 200 hab.  |
| Coatepeque                | 126,85 km² | 48 544 hab.  |
| El Congo                  | 91,43 km²  | 22 274 hab.  |
| El Porvenir               | 52,52 km²  | 7 819 hab.   |
| Masahuat                  | 71,23 km²  | 5 125 hab.   |
| Metapán                   | 668,36 km² | 59 499 hab.  |
| San Antonio Pajonal       | 51,92 km²  | 4 574 hab.   |
| San Sebastián Salitrillo  | 42,32 km²  | 16 688 hab.  |
| Santa Ana                 | 400,05 km² | 261 568 hab. |
| Santa Rosa Guachipilín    | 38,41 km²  | 7 909 hab.   |
| Santiago de la Frontera   | 44,22 km²  | 9 150 hab.   |
| Texistepeque              | 178,97 km² | 20 904 hab.  |

## Galearia d'imatges

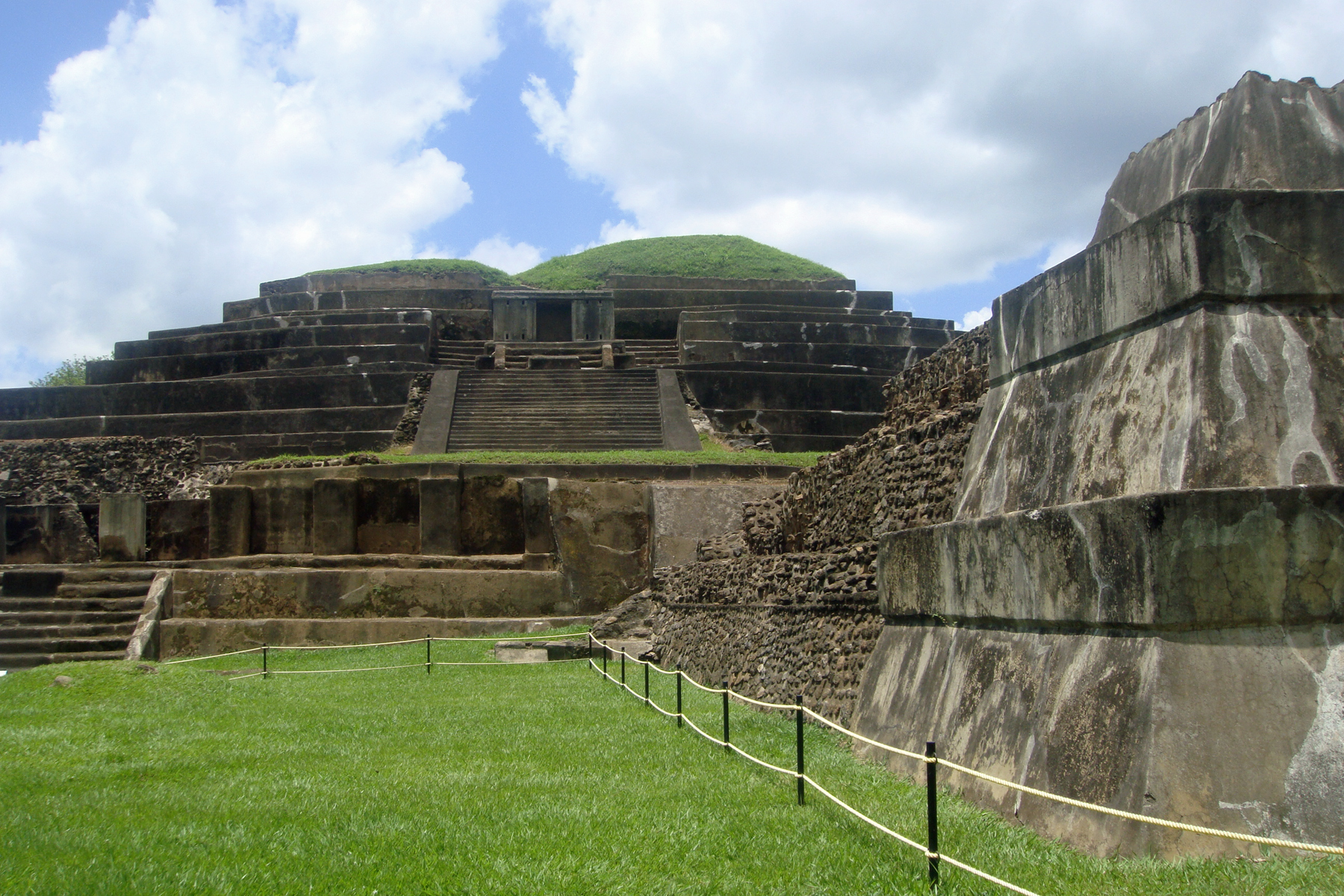
Estructura 1 de Tazumal